# 少年 (黒夢の曲)
「少年」（しょうねん）は、日本のロックバンド、黒夢の11枚目のシングル。

## 概要
ダイハツ「MOVE aerodown CUSTOM」CMソング。黒夢で最も売れたシングルで、現在でも清春のライブで歌われる。「イナズマロックフェス」では、abingdon boys schoolステージのアンコールで西川貴教と共に歌った。清春の黒夢セルフカバーアルバム『medley 』にヴァージョンと歌詞が一部異なる「少年」が収録。オリコンチャート3位記録。
カップリング曲「Merry X'mas, I Love You」は2年前の95年発売映像作品『pictures』に、既にPVが収録。

## 収録曲
| 全作詞: 清春、全編曲: 黒夢。 |                                                    |      |      |      |
| #                            | タイトル                                           | 作詞 | 作曲 | 時間 |
| 1.                           | 「少年」(ダイハツ「MOVE aerodown CUSTOM」CMソング) | 清春 | 清春 | 5:26 |
| 2.                           | 「Merry X'mas, I Love You」                        | 清春 | 黒夢 | 4:18 |

## カバー
- 2011年、abingdon boys school (トリビュートアルバム『FUCK THE BORDER LINE』に収録)[1]